# Utica, Ohio
Utica là một làng thuộc quận Licking, tiểu bang Ohio, Hoa Kỳ. Năm 2010, dân số của làng này là 2132 người.